# Mankovice
Mankovice (německy Mankendorf) jsou obec v okrese Nový Jičín v Moravskoslezském kraji. Žije zde 537 obyvatel.

## Název
Jméno vesnice (na počátku Mankovici) bylo odvozeno od osobního jména Manek, což byla domácká zkratka (německých) jmen zakončených na -man. Význam místního jména byl „Mankovi lidé“. Německé jméno se vyvinulo (změnou zakončení) z českého.

## Poloha
Téměř celé moderní katastrální území této obce leží ve Slezsku, ale ze srovnání historických císařských výtisků stabilního katastru a současné katastrální mapy vyplývá, že v minulosti došlo k menším pozemkovým přesunům mezi Mankovicemi a sousedními obcemi Bernarticemi nad Odrou a Suchdolem nad Odrou (k Moravě náleží například parcely 913/4, 913/19). Původně slezský katastr Mankovic byl vklíněn mezi jinak původně moravská katastrální území Pohoř (součást města Odry), Suchdol nad Odrou (součást stejnojmenné obce), Bernartice nad Odrou, Jeseník nad Odrou (součást stejnojmenné obce) a (dnes již zrušené katastrální území) Dolní Vražné (součást obce Vražné). Pouze na západě sousedí s dalším slezským katastrálním územím Odry (součást stejnojmenného města).

## Historie
První písemná zmínka o obci pochází z roku 1374. K roku 1383 je doložen název obce v podobě Mankindorf.

## Obyvatelstvo
| Rok            | 1869 | 1880 | 1890 | 1900 | 1910 | 1921 | 1930 | 1950 | 1961 | 1970 | 1980 | 1991 | 2001 | 2011 | 2021 |
| -------------- | ---- | ---- | ---- | ---- | ---- | ---- | ---- | ---- | ---- | ---- | ---- | ---- | ---- | ---- | ---- |
| Počet obyvatel | 720  | 763  | 811  | 746  | 813  | 771  | 811  | 677  | 691  | 631  | 580  | 541  | 592  | 592  | 535  |
| Počet domů     | 102  | 105  | 106  | 108  | 112  | 113  | 117  | 112  | 105  | 102  | 109  | 128  | 140  | 141  | 152  |

Věková struktura obyvatel obce Mankovice roku 2011
Rodinný stav obyvatel obce Mankovice roku 2011
Vzdělání obyvatel obce Mankovice roku 2011

## Obecní správa
Mezi lety 1869–1979 Mankovice byly obcí v okrese Opava (1869–1930) a později v okrese Nový Jičín. Od 1. ledna 1980 do 23. listopadu 1990 patřily jako část města k Odrám a od 24. listopadu 1990 jsou opět samostatnou obcí.

### Obecní symboly
Znak a vlajka byly obci uděleny rozhodnutím předsedy Poslanecké sněmovny Parlamentu České republiky dne 4. června 1998.

## Doprava
Na území obce zasahuje dálnice D1 s exitem 321 Mankovice. Na něj přichází od Oder silnice II/441, prochází zde železniční trať Suchdol nad Odrou – Budišov nad Budišovkou na které leží zastávka Mankovice. Dále zde vedou silnice III. třídy:
- III/04732 Vražné - Mankovice
- III/04734 exit 321 - Mankovice - Suchdol nad Odrou
- III/04736 Suchdol nad Odrou - Mankovice
- III/04810 Jeseník nad Odrou - Mankovice

## Pamětihodnosti
- Kaple za obcí, po pravé straně silnice do Oder
- Kostel Navštívení Panny Marie
- Mankovická lípa u železniční trati
- Přírodní památka Meandry Staré Odry
- Socha svatého Jana Nepomuckého u kostela
- Válečný pomník z roku 1921 (několikrát upravován)

## Slavní rodáci
- Matouš (Matthäus) Stach (1711–1787), exulant, bratrský misionář v Grónsku,[12]
- Karl Gilg (1901–1981), německý šachista, mezinárodní mistr[13]

## Galerie

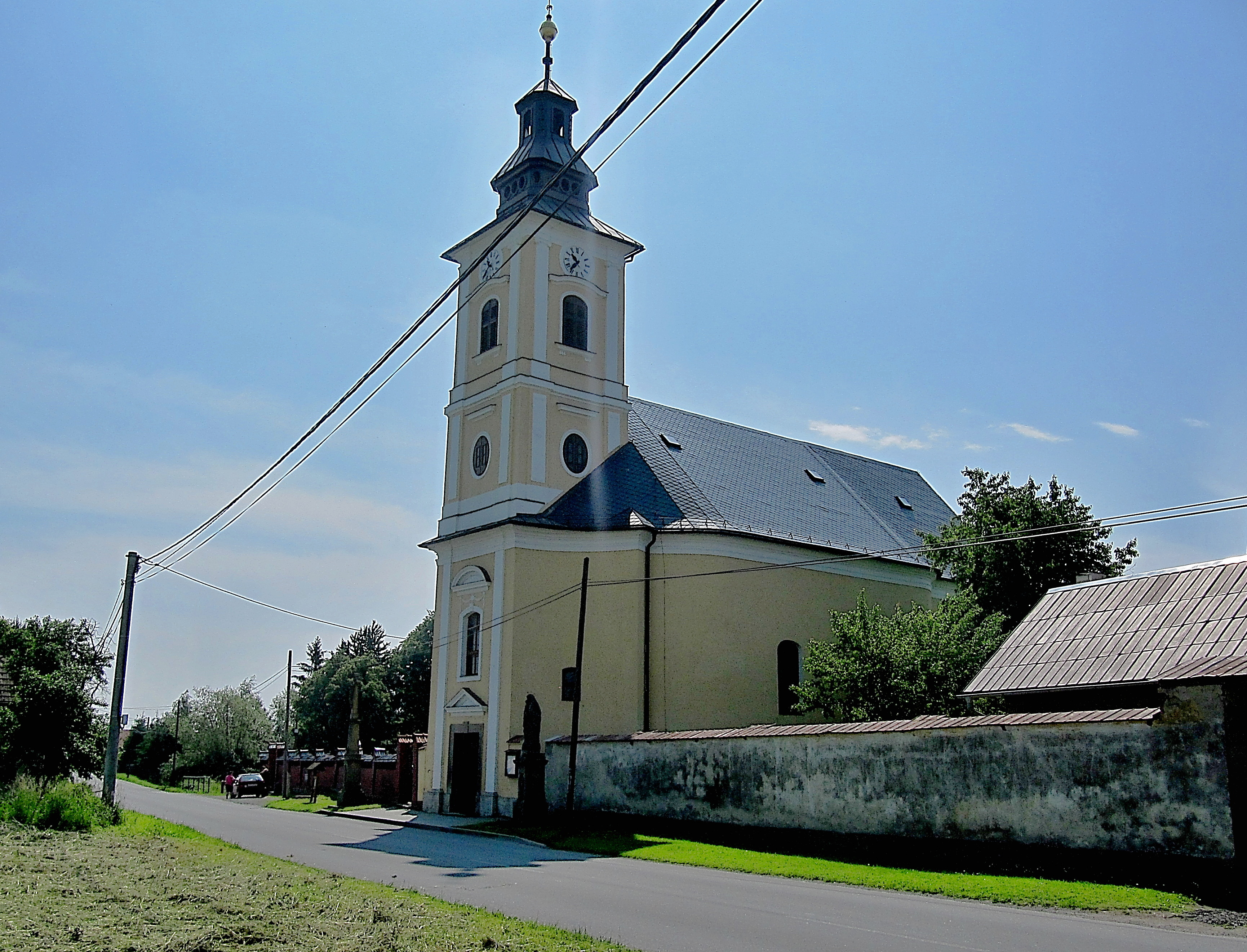
Kostel Navštívení Panny Marie
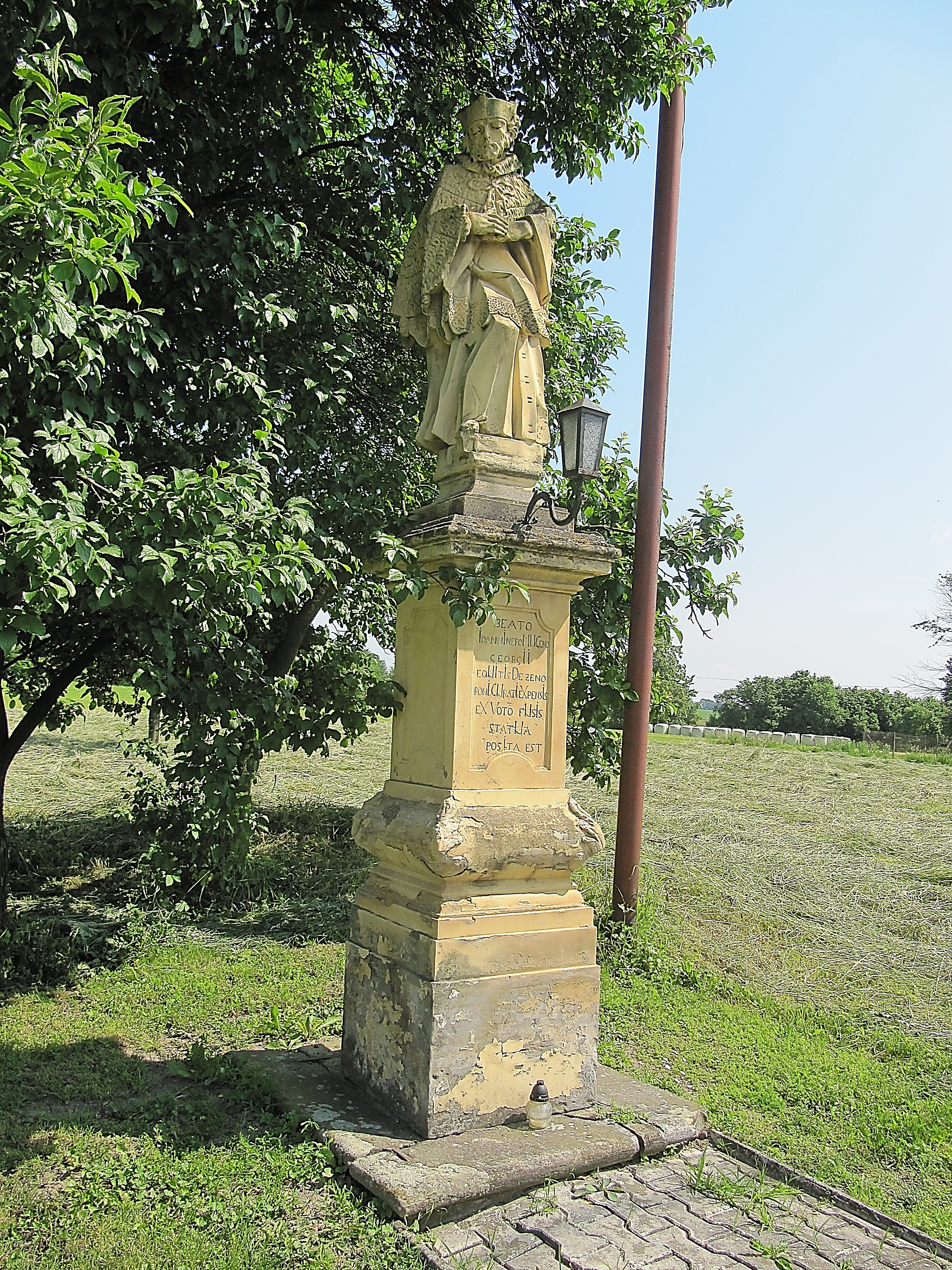
Socha svatého Jana Nepomuckého
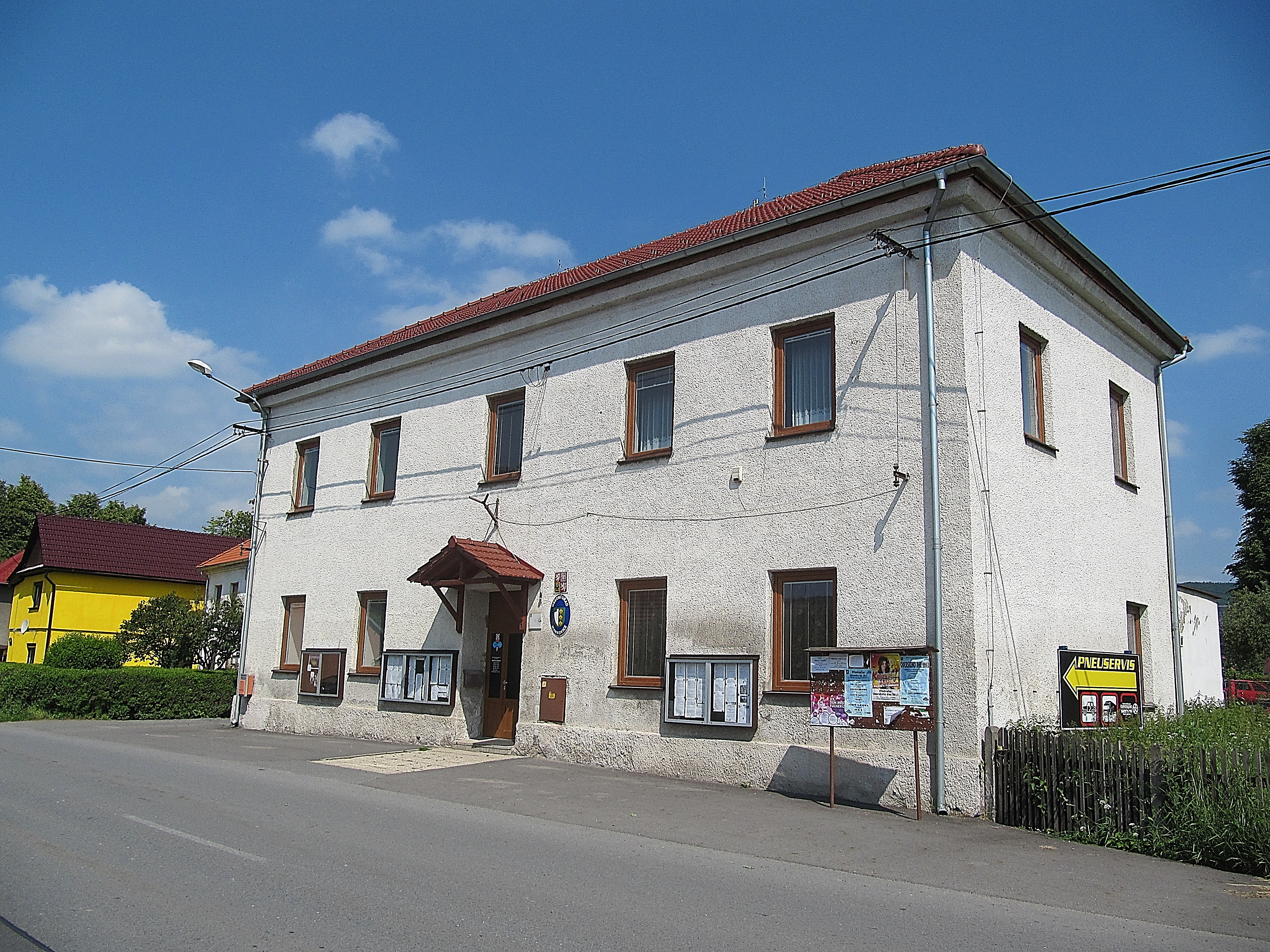
Obecní úřad
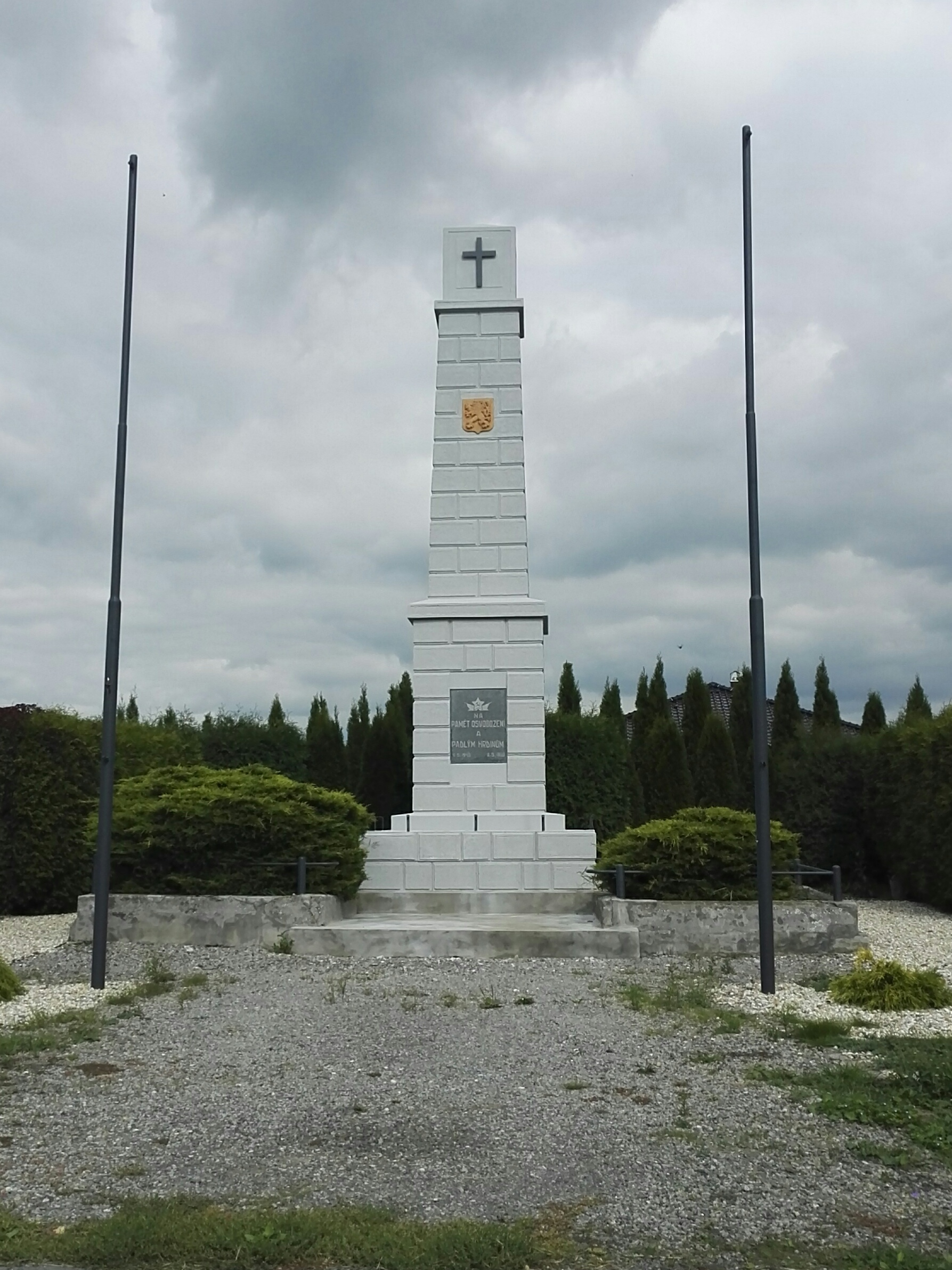
Památník osvobození Rudou armádou
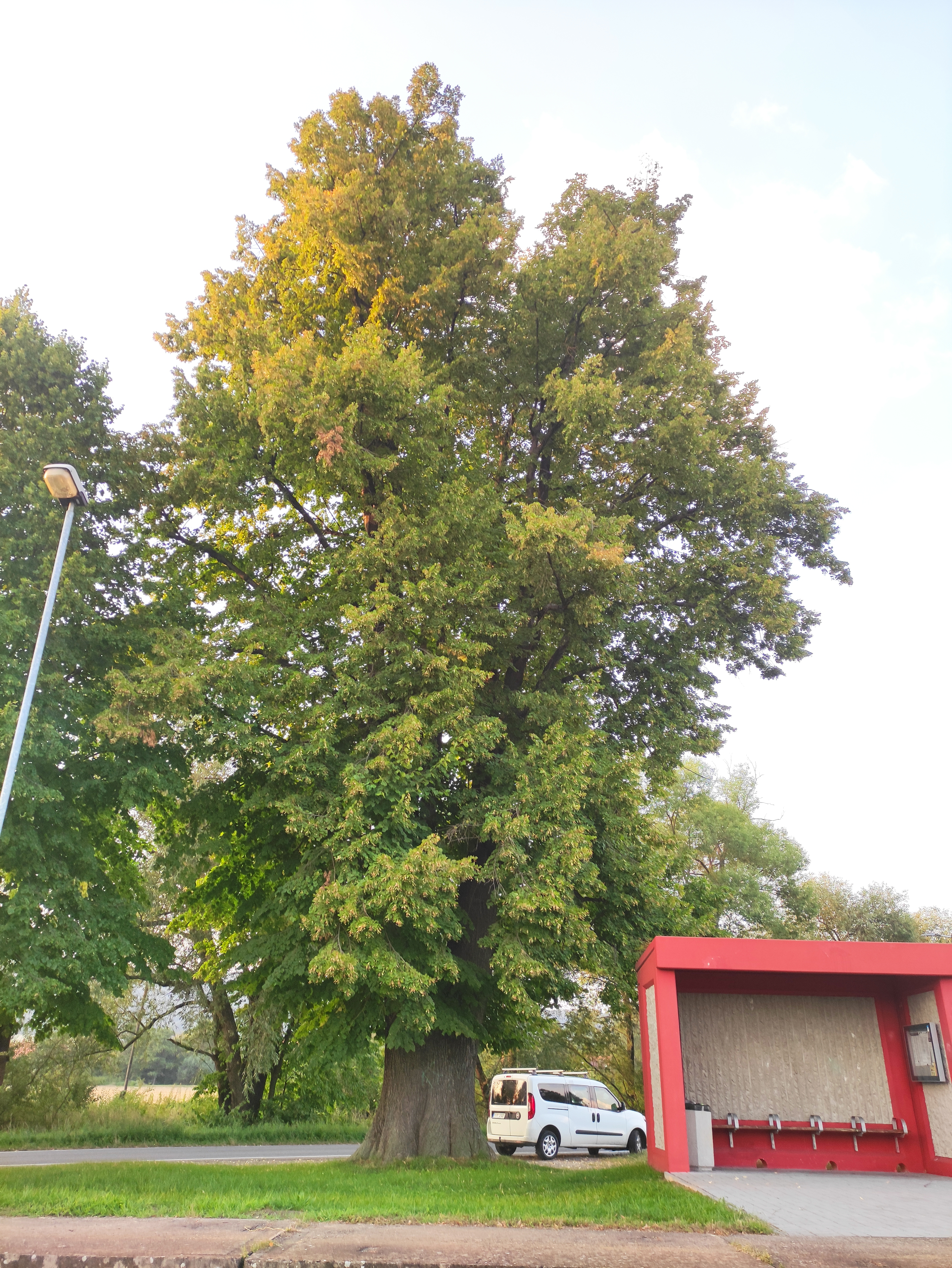
Mankovická lípa
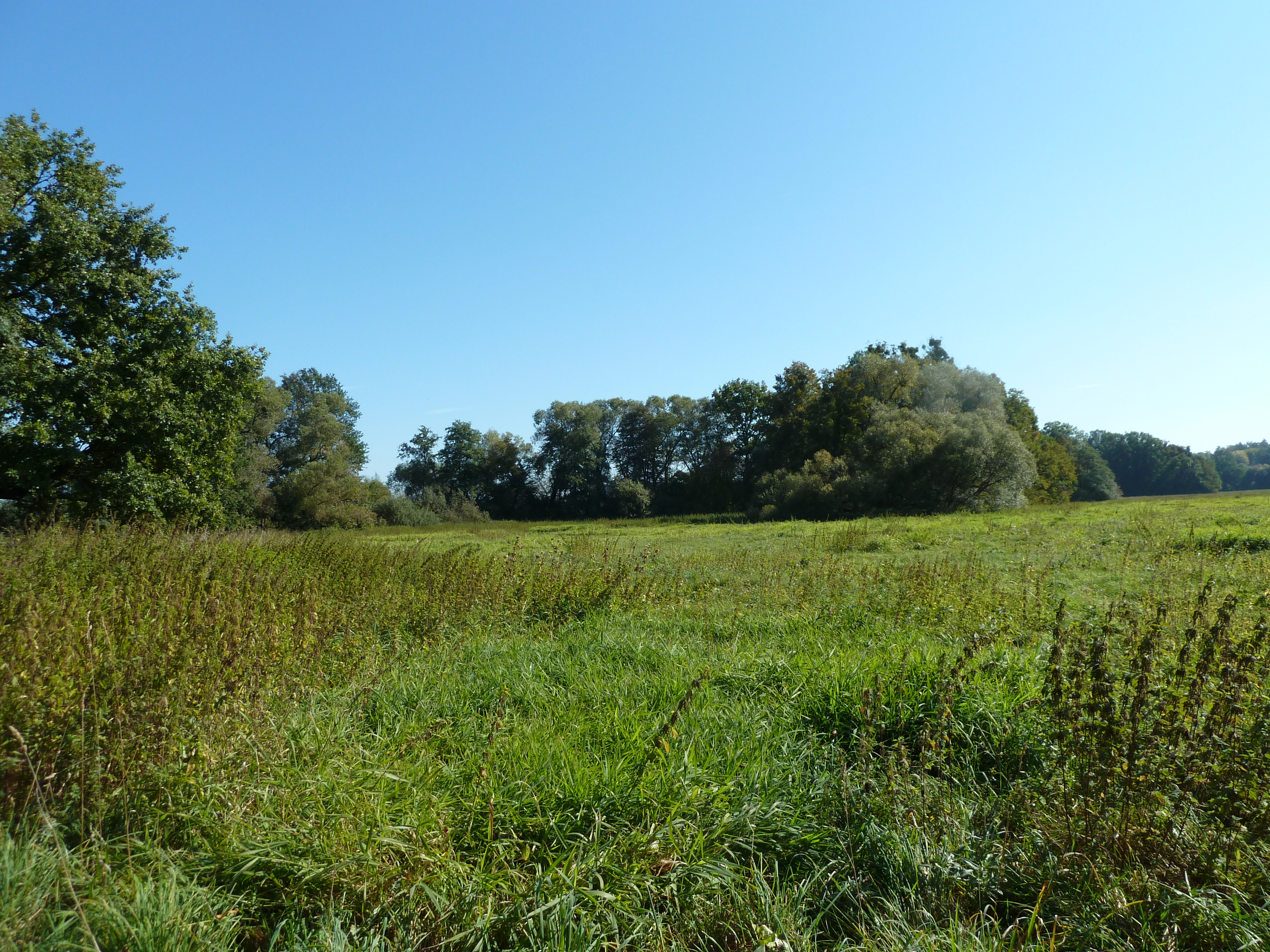
Přírodní památka Meandry Staré Odry
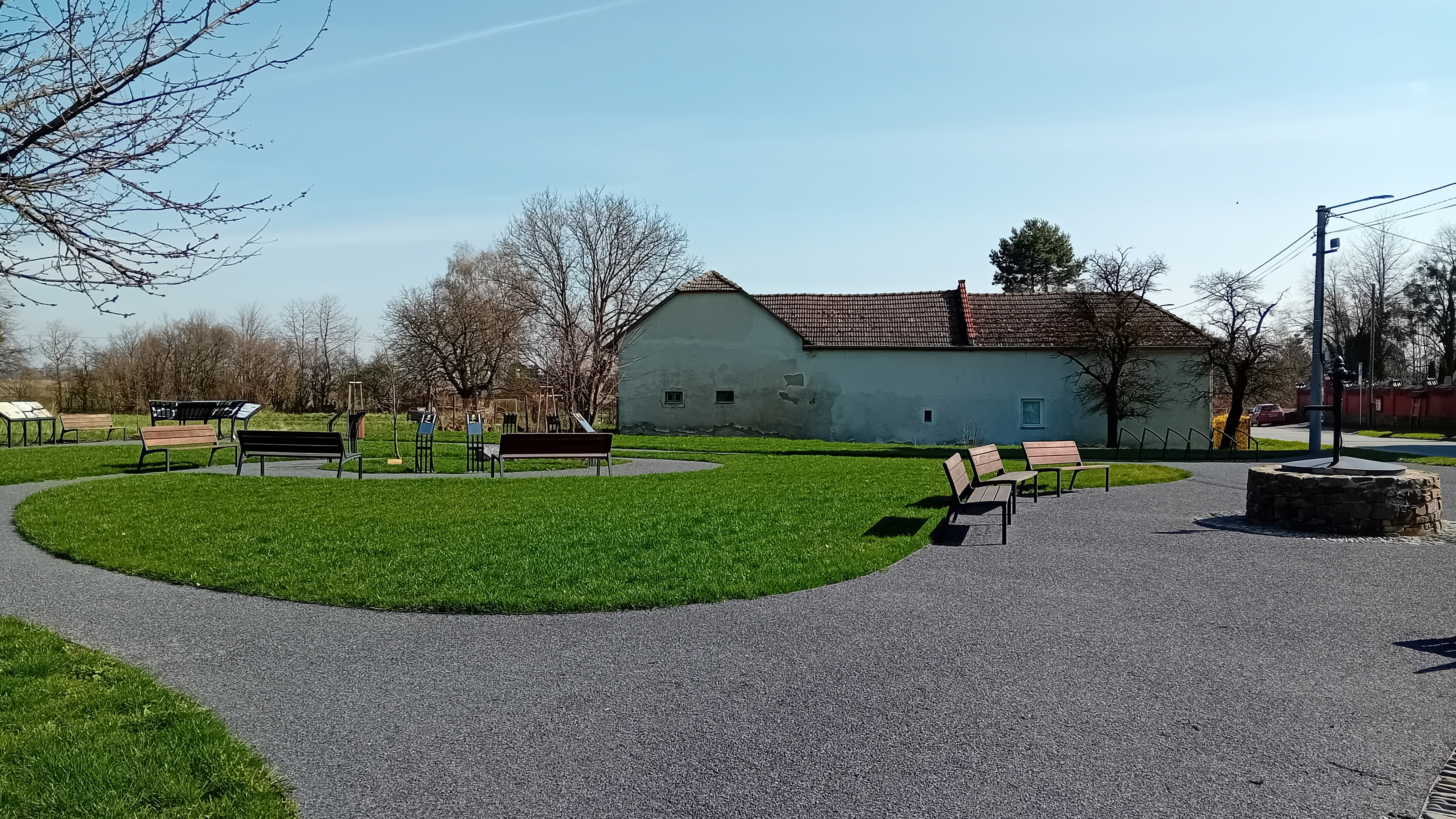
Obecní park
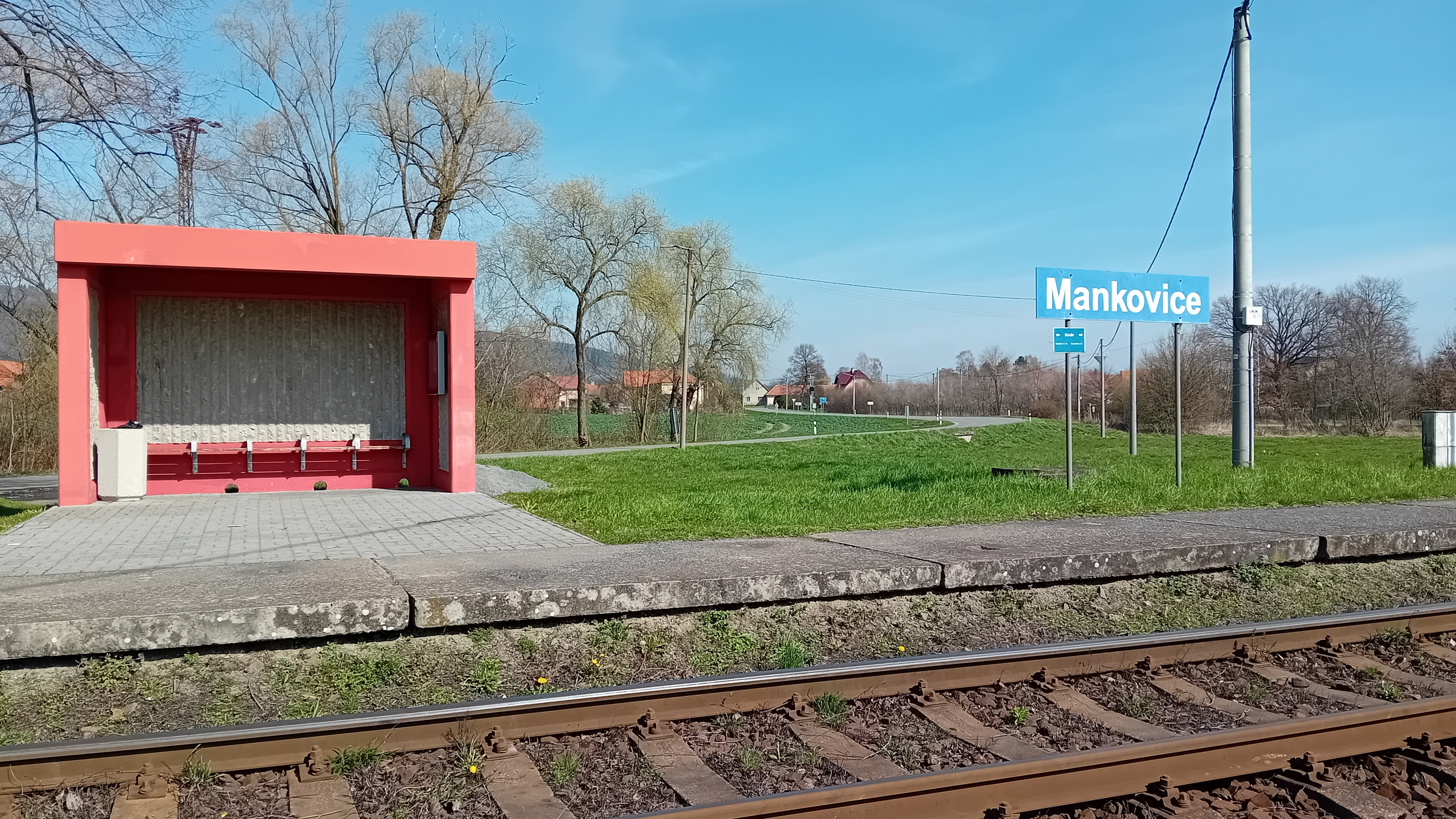
Železniční zastávka